# Condado de Jo Daviess
El condado de Jo Daviess (en inglés: Jo Daviess County), fundado en 1827, es uno de 102 condados del estado estadounidense de Illinois. Tiene una población estimada, a mediados de 2022, de 21 758 habitantes.
La sede del condado es Galena.
El condado recibe su nombre en honor a Joseph Hamilton Daviess.

## Geografía
Según la Oficina del Censo, el condado tiene una superficie total de 1602 km², de los cuales 1556 km² corresponden a tierra firme y 46 km² están cubiertos de agua.

### Condados adyacentes
- Condado de Lafayette, Wisconsin (norte)
- Condado de Stephenson (este)
- Condado de Carroll (sureste)
- Condado de Jackson, Iowa (suroeste)
- Condado de Dubuque, Iowa (oeste)
- Condado de Grant, Wisconsin (noroeste)

## Demografía
Según el censo de 2000, en ese momento los ingresos medios de los hogares eran de $40 411 y los ingresos medios de las familias eran de $48 335. Los hombres tenían ingresos medios por $32 231 frente a los $22 096 que percibían las mujeres. Los ingresos per cápita para el condado eran de $21 497. Alrededor del 6.70% de la población estaba por debajo de la línea de pobreza.
De acuerdo con la estimación 2017-2021 de la Oficina del Censo, los ingresos medios de los hogares del condado son de $61 289 y los ingresos medios de las familias son de $78 021. Los ingresos per cápita en los últimos 12 meses, medidos en dólares de 2021, son de $35 722. Alrededor del 9.0% de la población está por debajo de la línea de pobreza.

## Transporte

### Principales autopistas
- U.S. Route 20
- Ruta de Illinois 35
- Ruta de Illinois 78
- Ruta de Illinois 84

## Municipalidades

### Ciudades
- Apple River
- East Dubuque
- Elizabeth
- Galena
- Hanover
- Menominee
- Nora
- Scales Mound
- Stockton
- Warren

### Municipios (townships)
El condado de Jo Daviess está dividido en 23 municipios:
| - Municipio de Apple River - Municipio de Berreman - Municipio de Council Hill - Municipio de Derinda - Municipio de Dunleith - Municipio de East Galena - Municipio de Elizabeth - Municipio de Guilford | - Municipio de Hanover - Municipio de Menominee - Municipio de Nora - Municipio de Pleasant Valley - Municipio de Rawlins - Municipio de Rice - Municipio de Rush - Municipio de Scales Mound | - Municipio de Stockton - Municipio de Thompson - Municipio de Vinegar Hill - Municipio de Wards Grove - Municipio de Warren - Municipio de West Galena - Municipio de Woodbine |